# Egidio Miragoli

Egidio Miragoli (Gradella de Pandino, 20 de juliol de 1955) és un religiós i bisbe italià. Va ser ordenat sacerdot el 23 de juny de 1979. El 1994 fou nomenat capellà de l'església de Francisca Javiera Cabrini de Lodi. El 29 de setembre de 2017, el papa Francesc l'anomenà Bisbe de Mondovì, succeint Luciano Pacomio.
És consagrat bisbe pel bisbe Mauricio Malvestiti l'11 de novembre 2017 a la catedral de Lodi.

## Publicacions
- Il sacramento della penitenza. Il ministero del confessore: indicazioni canoniche e pastorali, curatela. Milano, Àncora Editrice, 1999, ISBN 88-7610-764-9
- Il Consiglio pastorale diocesano secondo il Concilio e la sua attuazione nelle diocesi lombarde, tesi di dottorato, Roma, Pontificia università gregoriana, 2000, ISBN 88-7652-855-5

## Galería fotografica

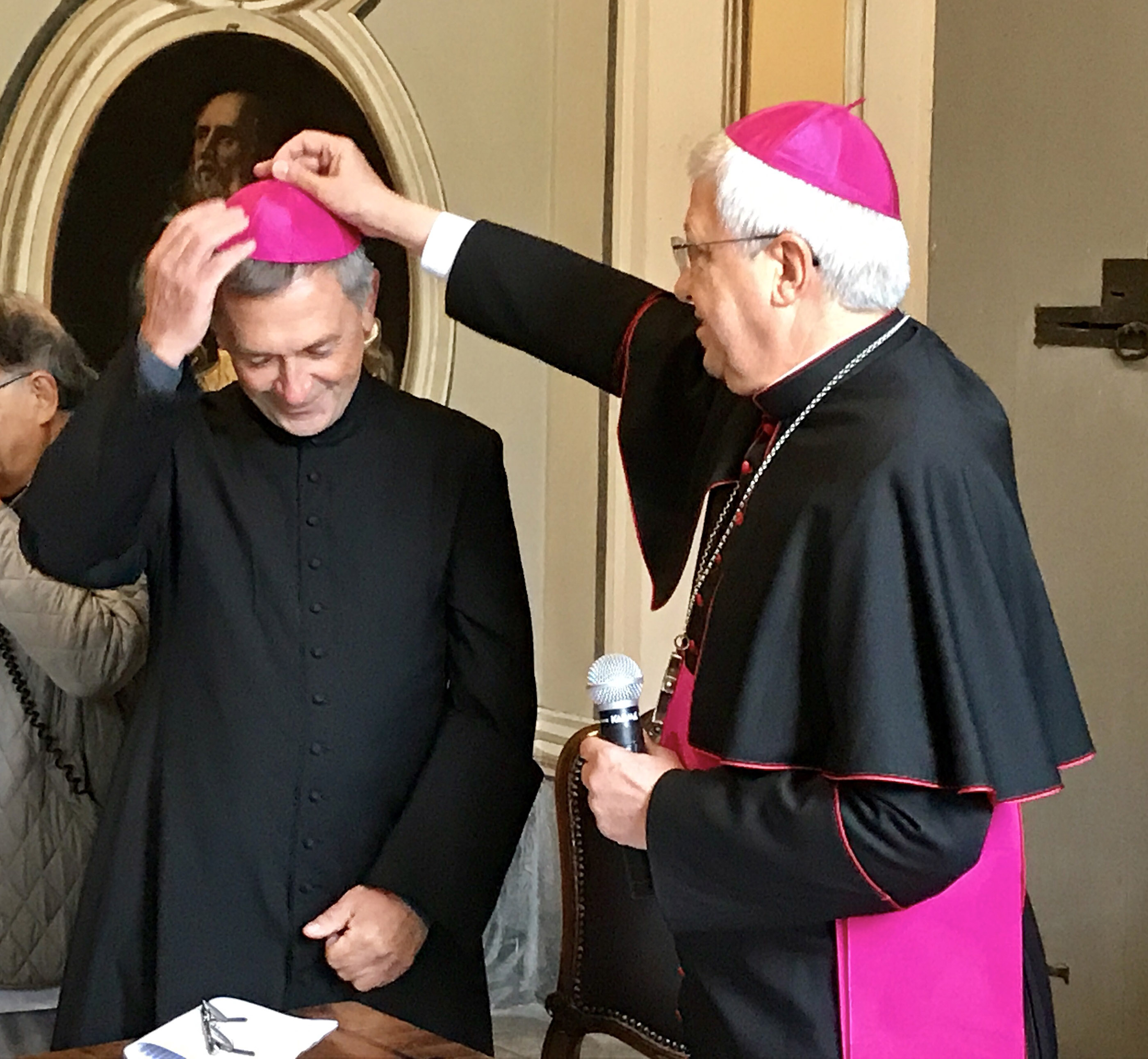
El pare Egidio, bisbe electe, rep el solideu del bisbe Mauricio Malvestiti, el 29 de setembre de 2017